# مری لو ویلیامز
مِری لو ویلیامز (انگلیسی: Mary Lou Williams؛ ‏ ۸ مهٔ ۱۹۱۰ – ۲۸ مهٔ ۱۹۸۱) با نام اصلی مِری الفریدا اسکراگز، موسیقی‌دان، آهنگساز، تنظیم‌کننده، نوازنده پیانو جاز و سرپرست گروه نوازندگان در دوران بلوز کلاسیک زنان در دههٔ ۱۹۲۰ میلادی بود. وی بین سال‌های ۱۹۲۰ تا ۱۹۸۱ میلادی فعالیت می‌کرد و بیش از ۱۰۰ قطعه موسیقی ضبط و منتشر کرد. او برای هنرمندان نامداری چون دوک الینگتون، بنی گودمن، ارل هاینز و تامی دورسی آهنگ‌سازی یا تنظیم موسیقی انجام داد و دوست و مربی موسیقی تلانیوس مانک، چارلی پارکر، مایلز دیویس، تد دمرون، باد پاول و دیزی گیلیسپی بود.

## سال‌های نخستین زندگی
مِری لو که دومین فرزند از یازده فرزند خانواده بود، زادهٔ شهر آتلانتا بود ولی در محلهٔ «ایست لیبرتی» پیتسبرگ رشد و نمو یافت. او که یک نابغهٔ موسیقی بود، در دو سالگی توانست آهنگ‌های ساده‌ای را به‌طور گوشی یادگرفته و نت‌شان را بنوازد و در سه سالگی نواختن پیانو را از مادرش فرا گرفت. مری لو از روی ناچاری از سنین بسیار کم پیانو می‌نواخت. همسایه‌های سفیدپوست او به خانه‌شان آجر پرت می‌کردند تا اینکه ویلیامز شروع به نواختن پیانو در خانه‌هایشان کرد. او در شش سالگی با نوازندگی در مهمانی‌ها از ده برادر و خواهر ناتنی خود حمایت مالی می‌کرد؛ اما نخستین اجرای عمومی‌اش در سن هفت سالگی بود و از آن پس در پیتسبرگ به عنوان «دختر کوچولوی پیانیست» معروف شد. او در سن ۱۵ سالگی به یک موسیقی‌دان و نوازنده حرفه‌ای مبدل شد و از لاوی آستین به عنوان بزرگ‌ترین الهام‌بخش خود نام برد. مری لو در نوامبر ۱۹۲۶ با نوازندهٔ ساکسوفون جاز «جان اورتون ویلیامز» ازدواج کرد.

## زندگی حرفه‌ای
مری لو در سال ۱۹۲۲ در سن ۱۲ سالگی در سالن‌های «اورفیوم سیرکت» (یک مجموعهٔ زنجیره‌ای از سالن‌های سینما و وودویل) برنامه اجرا می‌کرد. یک سال بعد او با دوک الینگتون و گروه موسیقی کوچکش به نام «واشینگتنی‌ها» به روی صحنه رفت. یک روز صبح حوالی ساعت سه، او در سالن «هارلم ریذم کلاب» با گروه موسیقی مک‌کینی کاتن پیکرز موسیقی می‌نواخت. در این حال لویی آرمسترانگ وارد اتاق شد و مکثی کرد تا به او نوازندگی او گوش دهد. ویلیامز بعدها و با خجالت به اتفاقی که پس از پایان اجرایش افتاد اشاره کرد: «لوئیس مرا  [از زمین] بلند کرد و بوسید.»
او نوازنده پیانو و تنظیم‌کننده موسیقی برای چند شرکت موسیقی در کانزاس‌سیتی (۱۹۲۹)، شیکاگو (۱۹۳۰) و نیویورک (۱۹۳۰) بود. وی در سفری به شیکاگو، آهنگ‌های تکنوازی پیانو «آنها را بکِـشید» و «شب‌زنده‌داری» را ضبط کرد و نام هنری «مری لو» را به پیشنهاد «جک کاپ» مدیر عامل اجرایی برانزویک رکوردز برای خود برگزید. او در سال ۱۹۴۲ پس از جدایی از همسرش، گروه موسیقی «توئلو کلاود آو جوی» را که همسرش در آن نوازندگی می‌کرد، ترک کرد و دوباره به پیتسبرگ بازگشت.
مِری لو در ۱۷ آوریل ۱۹۷۷ با پیانیست آوانگارد سیسیل تیلور در تالار کارنگی یک دونوازی پیانو اجرا کرد. علیرغم تنش‌های روی صحنه بین ویلیامز و تیلور، اجرای آن‌ها در آلبومی زنده با عنوان «در آغوش‌گرفته» منتشر شد.
مِری لو مربی بچه‌های مدرسه موسیقی جاز بود. او سپس در دانشگاه دوک به عنوان هنرمند مقیم برگزیده شد (از ۱۹۷۷ تا ۱۹۸۱) و ضمن تدریس تاریخ جاز با پدر اوبراین، سرپرست گروه جاز دانشگاه دوک بود و در عین حال کنسرت‌ها و جشنواره‌های موسیقی بسیاری را اجرا کرد، او در سال ۱۹۷۸ در کاخ سفید برای رئیس‌جمهور جیمی کارتر و مهمانانش برنامه ای اجرا کرد. وی همچنین در سال ۱۹۷۸ در کنسرت تالار کارنگی به مناسبت بزرگداشت بنی گودمن شرکت کرد.
وی علاوه بر دریافت کمک‌هزینه گوگنهایم (۱۹۷۲ و ۱۹۷۷) در سال ۱۹۷۱ نامزد دریافت جایزهٔ گرمی شد. دانشگاه فوردهام در سال ۱۹۷۳ و دانشگاه راکهرست در سال ۱۹۸۰ به او مدرک افتخاری دادند و دانشگاه دوک در سال ۱۹۸۱ به او «جایزهٔ ترینیتی» خود را اعطا کرد.